# Theta (éditeur)
 (juillet 2025).
Motif : Où sont les sources permettant de démontrer l'admissibilité de cet éditeur sur Wikipédia ?
- Archive Wikiwix
- Bing
- Cairn
- DuckDuckGo
- E. Universalis
- Gallica
- Google
- G. Books
- G. News
- G. Scholar
- Persée
- Qwant
- (zh) Baidu
- (ru) Yandex
- (wd) trouver des œuvres sur Wikidata

| 1. | Préciser le motif de la pose du bandeau. | Précisez le motif de la pose du bandeau en utilisant la syntaxe suivante : {{admissibilité à vérifier\|date=juillet 2025\|motif=remplacez ce texte par le motif}}                    |
| 2. | Informer les utilisateurs concernés.     | Pensez à avertir le créateur de l'article, par exemple, en insérant le code ci-dessous sur sa page de discussion : {{subst:avertissement admissibilité à vérifier\|Theta (éditeur)}} |

Pour les articles homonymes, voir Thêta (homonymie).
Theta ou Theta-Promotion est un éditeur de jeux de société basé en Allemagne.

## Quelques jeux édités
- Pusher, 1994, Werner Falkhof, As d'or Jeu de l'année  1994
- Tribalance, 1994, Michael Sohre, Spiel des Jahres  plus beau jeu 1995